# Taça de Portugal 1982/83
Die Taça de Portugal 1982/83 war die 43. Austragung des portugiesischen Pokalwettbewerbs. Er wurde vom portugiesischen Fußballverband ausgetragen. Pokalsieger wurde Benfica Lissabon, das sich im Finale gegen den FC Porto durchsetzte. Da Benfica auch die Meisterschaft gewann und am Europapokal der Landesmeister 1983/84 teilnahm, war der unterlegene Finalist für den Europapokal der Pokalsieger 1983/84 qualifiziert.
Alle Begegnungen wurden in einem Spiel ausgetragen. Bei unentschiedenem Ausgang wurde zur Ermittlung des Siegers eine Verlängerung gespielt. Stand danach kein Sieger fest, wurde das Spiel wiederholt.

## Teilnehmende Teams
| Primeira Divisão (16) | Segunda Divisão (48) | Segunda Divisão (48) | Distrikte (2) |
| --- | --- | --- | --- |
| - GC Alcobaça - Amora FC - Benfica Lissabon - Sporting Braga - Boavista Porto - SC Espinho - GD Estoril Praia - Marítimo Funchal - Portimonense SC - FC Porto - Rio Ave FC - SC Salgueiros - Sporting Lissabon - Varzim SC - Vitória Guimarães - Vitória Setúbal | - Académica de Coimbra - Académico de Viseu FC - RD Águeda - Anadia FC - Atlético CP - FC Barreirense - SC Beira-Mar - Belenenses Lissabon - Benfica e Castelo Branco - GD Bragança - GD Chaves - CD Cova da Piedade - SC Covilhã - GD da Quimigal Barreiro - O Elvas CAD - CD Estarreja - SC Estela Portalegre - FC Famalicão - SC Farense - CD Feirense - Gil Vicente FC - Juventude Évora - Leça FC - Leixões SC | - Lusitano GC Évora - Lusitânia Lourosa - Nacional Funchal - GD Nazarenos - Odivelas FC - SC Olhanense - Oliveira do Bairro SC - UD Oliveirense - FC Paços de Ferreira - FC Penafiel - GD Peniche - GD Riopele - UD Rio Maior - SG Sacavenense - AD Sanjoanense - GD Sesimbra - SC União Torreense - União de Coimbra - União Leiria - União Madeira - Vasco da Gama AC - CA Valdevez - UD Valonguense - FC Vizela                                    | - CD Vila Franca (Azoren) - CD Portosantense (Madeira) |
| Terceira Divisão (96) | | | |
| - CD Alcains - CDR Alferrarede - Almada AC - GD Alvaiázere - ACR Alvorense - Amarante FC - GD Atouguiense - Desportivo Aves - SC Barco - CD Beja - SCE Bombarralense - Atlético Cabeceirense - AC Cacém - Caldas SC - Juventude Campinense - SC Campomaiorense - SL Cartaxo - CCD Coelima - União Futebol Comércio e Indústria - GD Coruchense - Ermesinde SC - SC Esmoriz - Esperança Atlético - CF Esperança Lagos | - CF Estrela Amadora - Estrela Vendas Novas - AD Fafe - FC Felgueiras - AD Guarda - FC Infesta - CD José Alves - SC Lamego - AD Limianos - FC Lixa - Louletano DC - Lusitano FC Vildemoinhos - SC Lusitânia - Lusitano VRSA - SL Marinha - GD Marinhais - GD Mangualde - FC Marco - AC Marinhense - Merelinense FC - SC Mirandela - Desportivo Monção - CD Montijo - Moreirense FC                                  | - Naval 1º de Maio - Sport Nisa e Benefica - CA Macedo de Cavaleiros - GD Mealhada - Neves FC - SL Olivais - CD Olivais e Moscavide - CD Os Oliveirenses - Clube Oriental de Lisboa - AD Ovarense - CD Paços de Brandão - USC Paredes - SC Penalva Castelo - CA Pêro Pinheiro - GD Pescadores - AD Poiares - Sporting Pombal - AD Ponte da Barca - CD Portalegrense - CDR Quarteirense - CQC Quiaios - GD Ribeirão - CD Santa Clara - AR São Martinho | - AD São Romão - UD Seia - FC Seixal - Silves FC - Sport União Sintrense - URD Tires - FC Tirsense - CD Tondela - CD Torres Novas - CF Trafaria - União de Almeirim - União Lamas - União FC Moitense - União Santiago do Cacém - UD Santarém - União de Tomar - CF Valadares - SC Valenciano - GD Vialonga - SC Vianense - UD Vilafranquense - SC Vilanovense - SC Vila Real - Sport Viseu e Benfica |
| Bezirke (30) | | | |
| - Ançã FC - GD Águias Camarate - FC Alverca - Atlético Angústias - Atlético Reguengos - FC Avintes - Caçadores Taipas - UDR Cernache | - Despertar SC - CD Cinfães - Sporting Cuba - Atlético Cucujães - SC Ferreirense - Forjães SC - CDC Montalegre - SL Nelas | - UR Mirense - Monte Caparica AC - FC Oliveira Hospital - Palmelense FC - Juventude Sabrosa - CD Salvaterrense - ADC Sanguedo | - CRD Soutocico - GD Tabuense - GD Torralta - GD Torre de Dona Chama - Tramagal Sport União - CD Trofense - ARC Vodrense |

## 1. Runde
Die Vereine der Primeira und Segunda Divisão stiegen erst in der 2. Runde ein. Die Spiele fanden am 25., 26. und 27. September 1982 statt.
|                          | Ergebnis  |                                    |
| ------------------------ | --------- | ---------------------------------- |
| Desportivo Aves          | 4:1       | Merelinense FC                     |
| SL Marinha               | 2:1       | Esperança Atlético                 |
| CF Trafaria              | 0:1       | Sport União Sintrense              |
| GD Vialonga              | 3:0       | GD Coruchense                      |
| AD Ponte da Barca        | 1:2       | SC Vilanovense                     |
| SC Penalva Castelo       | 0:0 n. V. | GD Mangualde                       |
| CQC Quiaios              | 0:2       | Naval 1º de Maio                   |
| SC Campomaiorense        | 3:1       | Caldas SC                          |
| CD Paços de Brandão      | 3:2       | SC Vianense                        |
| AR São Martinho          | 1:0       | FC Tirsense                        |
| CD Salvaterrense         | 0:3       | SCE Bombarralense                  |
| FC Oliveira Hospital     | 0:1       | CD Torres Novas                    |
| SL Nelas                 | 2:4       | Lusitano FC Vildemoinhos           |
| União FC Moitense        | 3:2       | CDR Quarteirense                   |
| Sport Nisa e Benefica    | 3:1       | SL Cartaxo                         |
| Sporting Cuba            | 1:3       | SC Lusitânia                       |
| Clube Oriental de Lisboa | 3:0       | CA Pêro Pinheiro                   |
| AD Limianos              | 5:1       | Forjães SC                         |
| SL Olivais               | 0:0 n. V. | CD Montijo                         |
| União de Tomar           | 2:3       | AD Poiares                         |
| UD Santarém              | 2:2 n. V. | CD Portalegrense                   |
| SC Valenciano            | 1:3       | FC Lixa                            |
| CD Vila Franca           | 2:1       | Despertar SC                       |
| Sport Viseu e Benfica    | 3:0       | CDR Alferrarede                    |
| UD Vilafranquense        | 0:1       | GD Águias Camarate                 |
| CD Os Oliveirenses       | 2:1       | Atlético Angústias                 |
| GD Marinhais             | 3:2       | SC Barco                           |
| UDR Cernache             | 0:4       | União de Almeirim                  |
| Sporting Pombal          | 0:1       | AD São Romão                       |
| GD Torre de Dona Chama   | 1:4 n. V. | FC Felgueiras                      |
| URD Tires                | 2:0       | CD Portosantense                   |
| Ermesinde SC             | 1:1 n. V. | Moreirense FC                      |
| Lusitano VRSA            | 3:1       | CF Estrela Amadora                 |
| Atlético Cabeceirense    | 1:1 n. V. | Amarante FC                        |
| CD Beja                  | 1:1 n. V. | Louletano DC                       |
| Caçadores Taipas         | 1:3       | SC Vila Real                       |
| AC Cacém                 | 0:1       | União Futebol Comércio e Indústria |
| CD Alcains               | 2:0       | CRD Soutocico                      |
| Juventude Campinense     | 1:0       | GD Pescadores                      |
| FC Avintes               | 3:1       | União Lamas                        |
| AC Marinhense            | 1:1 n. V. | UD Seia                            |
| AD Guarda                | 1:0       | Tramagal Sport União               |
| AD Fafe                  | 3:0       | SC Mirandela                       |
| Almada AC                | 4:1       | Monte Caparica AC                  |
| ACR Alvorense            | 1:3       | União Santiago do Cacém            |
| Atlético Reguengos       | 0:5       | CF Esperança Lagos                 |
| Atlético Cucujães        | 4:0       | Juventude Sabrosa                  |
| CD Cinfães               | 4:2       | UR Mirense                         |
| Desportivo Monção        | 4:0       | SC Ferreirense                     |
| Palmelense FC            | 2:0       | FC Seixal                          |
| FC Marco                 | 2:1       | Neves FC                           |
| Silves FC                | 2:0       | GD Torralta                        |
| CF Valadares             | 1:2       | CD José Alves                      |
| GD Tabuense              | 1:0       | GD Alvaiázere                      |
| GD Mealhada              | 2:0       | ARC Vodrense                       |
| FC Infesta               | 1:0       | SC Lamego                          |
| SC Esmoriz               | 3:0       | CA Macedo de Cavaleiros            |
| CCD Coelima              | 4:0       | CDC Montalegre                     |
| CD Trofense              | 2:0       | GD Ribeirão                        |
| CD Tondela               | 2:1       | AD Ovarense                        |
| Estrela Vendas Novas     | 0:0 n. V. | CD Santa Clara                     |
| Ançã FC                  | 2:4       | GD Atouguiense                     |
| FC Alverca               | 1:0       | CD Olivais e Moscavide             |
| ADC Sanguedo             | 1:1 n. V. | USC Paredes                        |

### Wiederholungsspiele
|                  | Ergebnis  |                       |
| ---------------- | --------- | --------------------- |
| Amarante FC      | 2:0       | Atlético Cabeceirense |
| GD Mangualde     | 0:1       | SC Penalva Castelo    |
| USC Paredes      | 2:0       | ADC Sanguedo          |
| CD Portalegrense | 1:0 n. V. | UD Santarém           |
| Moreirense FC    | 2:0       | Ermesinde SC          |
| CD Montijo       | 1:0       | SL Olivais            |
| Louletano DC     | 4:3       | CD Beja               |
| UD Seia          | 3:0       | AC Marinhense         |
| CD Santa Clara   | 5:1       | Estrela Vendas Novas  |

## 2. Runde
Die Spiele fanden zwischen dem 7. November und 1. Dezember 1982 statt.
|                         | Ergebnis  |                                    |
| ----------------------- | --------- | ---------------------------------- |
| GD Nazarenos            | 0:0 n. V. | União Madeira                      |
| GD Marinhais            | 1:0       | SC Salgueiros                      |
| União FC Moitense       | 1:1 n. V. | O Elvas CAD                        |
| Lusitano GC Évora       | 1:0       | SC Covilhã                         |
| Oliveira do Bairro SC   | 1:2       | Rio Ave FC                         |
| Varzim SC               | 3:0       | RD Águeda                          |
| Académica de Coimbra    | 6:0       | Vasco da Gama AC                   |
| Sport Nisa e Benefica   | 1:2       | CCD Coelima                        |
| Nacional Funchal        | 2:0       | CD Montijo                         |
| FC Paços de Ferreira    | 2:0       | GD Chaves                          |
| Marítimo Funchal        | 3:1       | SG Sacavenense                     |
| CD Paços de Brandão     | 1:2       | Gil Vicente FC                     |
| GD Sesimbra             | 1:1 n. V. | FC Barreirense                     |
| CD Portalegrense        | 0:2       | Vitória Guimarães                  |
| GD Peniche              | 1:0       | UD Seia                            |
| SC Penalva Castelo      | 3:2       | Louletano DC                       |
| GD Tabuense             | 0:5       | Leixões SC                         |
| Lusitano VRSA           | 1:2 n. V. | Atlético CP                        |
| SL Marinha              | 1:2       | GC Alcobaça                        |
| SC Vila Real            | 2:1       | SC Lusitânia                       |
| União de Coimbra        | 1:0       | FC Avintes                         |
| UD Oliveirense          | 1:0       | UD Rio Maior                       |
| Sport União Sintrense   | 1:0       | Benfica e Castelo Branco           |
| UD Valonguense          | 1:1 n. V. | CD José Alves                      |
| Sport Viseu e Benfica   | 0:0 n. V. | SC Esmoriz                         |
| SC União Torreense      | 2:1       | SC Olhanense                       |
| Sporting Lissabon       | 4:0       | União Leiria                       |
| SC Campomaiorense       | 0:0 n. V. | Moreirense FC                      |
| SC Farense              | 2:0       | USC Paredes                        |
| GD Mealhada             | 1:2 n. V. | AD Limianos                        |
| SC Espinho              | 2:1       | Juventude Évora                    |
| GD da Quimigal Barreiro | 4:0       | CD Torres Novas                    |
| GD Estoril Praia        | 1:0       | GD Bragança                        |
| CD Cinfães              | 3:0       | Lusitano FC Vildemoinhos           |
| CD Alcains              | 0:3       | União de Almeirim                  |
| CD Estarreja            | 0:0 n. V. | Naval 1º de Maio                   |
| Desportivo Monção       | 1:3       | AD Poiares                         |
| CD Santa Clara          | 0:0 n. V. | AR São Martinho                    |
| GD Águias Camarate      | 1:2       | Sporting Braga                     |
| Benfica Lissabon        | 8:1       | Juventude Campinense               |
| AD Fafe                 | 3:0       | FC Lixa                            |
| Atlético Cucujães       | 0:1       | GD Riopele                         |
| CA Valdevez             | 1:0       | Lusitânia Lourosa                  |
| Belenenses Lissabon     | 17:00     | CD Vila Franca                     |
| CD Trofense             | 2:1       | CD Os Oliveirenses                 |
| CD Feirense             | 2:2 n. V. | União Futebol Comércio e Indústria |
| CD Cova da Piedade      | 5:0       | União Santiago do Cacém            |
| Leça FC                 | 4:2       | SCE Bombarralense                  |
| FC Penafiel             | 3:0       | Anadia FC                          |
| FC Porto                | 6:0       | Palmelense FC                      |
| Silves FC               | 4:2       | FC Felgueiras                      |
| Amarante FC             | 0:1       | Clube Oriental de Lisboa           |
| FC Marco                | 1:2       | AD Sanjoanense                     |
| AD São Romão            | 0:0 n. V. | GD Vialonga                        |
| FC Alverca              | 1:1 n. V. | SC Vilanovense                     |
| CF Esperança Lagos      | 1:0       | SC Beira-Mar                       |
| SC Estela Portalegre    | 2:1       | Vitória Setúbal                    |
| CD Tondela              | 0:3       | Portimonense SC                    |
| FC Vizela               | 1:0       | Amora FC                           |
| GD Atouguiense          | 2:0       | URD Tires                          |
| Desportivo Aves         | 1:0       | Almada AC                          |
| FC Famalicão            | 2:0       | Odivelas FC                        |
| FC Infesta              | 2:7       | Boavista Porto                     |
| AD Guarda               | 2:1       | Académico de Viseu FC              |

### Wiederholungsspiele
|                                    | Ergebnis               |                       |
| ---------------------------------- | ---------------------- | --------------------- |
| GD Vialonga                        | 1:0                    | AD São Romão          |
| Moreirense FC                      | 1:1 n. V. (10:9 i. E.) | SC Campomaiorense     |
| União Futebol Comércio e Indústria | 3:0                    | CD Feirense           |
| FC Barreirense                     | 3:1                    | GD Sesimbra           |
| GD Nazarenos                       | 0:4                    | União Madeira         |
| SC Vilanovense                     | 1:0                    | FC Alverca            |
| SC Esmoriz                         | 4:1                    | Sport Viseu e Benfica |
| Naval 1º de Maio                   | 2:1                    | CD Estarreja          |
| O Elvas CAD                        | 1:1 n. V. (6:7 i. E.)  | União FC Moitense     |
| AR São Martinho                    | 1:0                    | CD Santa Clara        |
| CD José Alves                      | 1:2                    | UD Valonguense        |

## 3. Runde
Die Spiele fanden am 27. November, 8. und 11. Dezember 1982 statt.
|                      | Ergebnis  |                                    |
| -------------------- | --------- | ---------------------------------- |
| Varzim SC            | 0:2       | Portimonense SC                    |
| Académica de Coimbra | 4:0       | Rio Ave FC                         |
| União de Coimbra     | 0:4       | FC Porto                           |
| SC Farense           | 3:0       | Clube Oriental de Lisboa           |
| SC Vila Real         | 0:4       | Leixões SC                         |
| AD Limianos          | 1:0       | Moreirense FC                      |
| Marítimo Funchal     | 1:2       | GD Riopele                         |
| Sporting Braga       | 4:0       | FC Vizela                          |
| União FC Moitense    | 1:3       | AD Fafe                            |
| SC União Torreense   | 0:1       | União Futebol Comércio e Indústria |
| GD Vialonga          | 2:2 n. V. | FC Famalicão                       |
| SC Vilanovense       | 2:2 n. V. | Lusitano GC Évora                  |
| UD Valonguense       | 0:1       | AR São Martinho                    |
| GD Marinhais         | 0:1       | Naval 1º de Maio                   |
| Sporting Lissabon    | 4:1       | CD Trofense                        |
| SC Espinho           | 3:0       | Desportivo Aves                    |
| GC Alcobaça          | 3:1       | União Madeira                      |
| CD Cinfães           | 2:0       | SC Penalva Castelo                 |
| CCD Coelima          | 4:2       | Leça FC                            |
| Boavista Porto       | 4:0       | Belenenses Lissabon                |
| CA Valdevez          | 1:0 n. V. | Nacional Funchal                   |
| AD Guarda            | 1:2       | FC Paços de Ferreira               |
| AD Sanjoanense       | 0:1       | Vitória Guimarães                  |
| CD Cova da Piedade   | 1:1 n. V. | GD da Quimigal Barreiro            |
| CF Esperança Lagos   | 3:0       | SC Esmoriz                         |
| GD Peniche           | 2:1       | GD Atouguiense                     |
| Gil Vicente FC       | 2:0 n. V. | UD Oliveirense                     |
| Silves FC            | 2:1       | União de Almeirim                  |
| FC Penafiel          | 1:2       | GD Estoril Praia                   |
| SC Estela Portalegre | 2:1       | Sport União Sintrense              |
| FC Barreirense       | 1:1 n. V. | AD Poiares                         |
| Atlético CP          | 0:6       | Benfica Lissabon                   |

### Wiederholungsspiele
|                         | Ergebnis |                    |
| ----------------------- | -------- | ------------------ |
| FC Famalicão            | 3:0      | GD Vialonga        |
| Lusitano GC Évora       | 7:3      | SC Vilanovense     |
| GD da Quimigal Barreiro | 4:1      | CD Cova da Piedade |
| AD Poiares              | 2:0      | FC Barreirense     |

## 4. Runde
Die Spiele fanden am 22. und 23. Januar 1983 statt.
|                         | Ergebnis  |                                    |
| ----------------------- | --------- | ---------------------------------- |
| Leixões SC              | 3:1       | SC Estela Portalegre               |
| AR São Martinho         | 1:3       | SC Farense                         |
| CF Esperança Lagos      | 6:0       | CCD Coelima                        |
| CD Cinfães              | 1:0       | GD Riopele                         |
| FC Porto                | 5:0       | FC Famalicão                       |
| Gil Vicente FC          | 2:0 n. V. | AD Fafe                            |
| CA Valdevez             | 1:0 n. V. | União Futebol Comércio e Indústria |
| GD Peniche              | 1:2       | Benfica Lissabon                   |
| Vitória Guimarães       | 0:0 n. V. | Académica de Coimbra               |
| FC Paços de Ferreira    | 1:5       | Benfica Lissabon                   |
| AD Limianos             | 0:2       | Portimonense SC                    |
| AD Poiares              | 0:1       | Naval 1º de Maio                   |
| GD da Quimigal Barreiro | 0:1       | Silves FC                          |
| Sporting Lissabon       | 5:0       | GD Estoril Praia                   |
| Sporting Braga          | 2:0       | GC Alcobaça                        |
| Lusitano GC Évora       | 3:3 n. V. | SC Espinho                         |

### Wiederholungsspiele
|                      | Ergebnis |                   |
| -------------------- | -------- | ----------------- |
| SC Espinho           | 1:0      | Lusitano GC Évora |
| Académica de Coimbra | 3:2      | Vitória Guimarães |

## Achtelfinale
Die Spiele fanden am 19. und 20. Februar 1983 statt.
|                      | Ergebnis |                    |
| -------------------- | -------- | ------------------ |
| Silves FC            | 0:1      | Boavista Porto     |
| SC Farense           | 0:1      | Sporting Lissabon  |
| Portimonense SC      | 3:1      | Gil Vicente FC     |
| Naval 1º de Maio     | 0:5      | Sporting Braga     |
| Leixões SC           | 1:2      | Benfica Lissabon   |
| CA Valdevez          | 1:0      | CD Cinfães         |
| FC Porto             | 3:1      | SC Espinho         |
| Académica de Coimbra | 4:1      | CF Esperança Lagos |

## Viertelfinale
Die Spiele fanden am 1. und 2. April 1983 statt.
|                      | Ergebnis  |                   |
| -------------------- | --------- | ----------------- |
| FC Porto             | 3:0       | Sporting Braga    |
| Portimonense SC      | 1:0       | Boavista Porto    |
| Benfica Lissabon     | 3:0       | Sporting Lissabon |
| Académica de Coimbra | 2:1 n. V. | CA Valdevez       |

## Halbfinale
Die Spiele fanden am 8. Mai 1983 statt.
|                  | Ergebnis |                      |
| ---------------- | -------- | -------------------- |
| FC Porto         | 9:1      | Académica de Coimbra |
| Benfica Lissabon | 2:0      | Portimonense SC      |

## Finale
| Paarung          | Benfica Lissabon – FC Porto |
| Ergebnis         | 1:0 (1:0) |
| Datum            | 21. August 1983 |
| Stadion          | Estádio das Antas, Porto |
| Schiedsrichter   | Mário Luís |
| Tore             | 1:0 Carlos Manuel (20.) |
| Benfica Lissabon | Manuel Bento – António Veloso, Minervino Pietra, António Oliveira, António Bastos Lopes, Álvaro Magalhães – José Luis, Glenn Strömberg (85. Shéu), Carlos Manuel – Zoran Filipović (59. Paulo Padinha), Nené Cheftrainer: Sven-Göran Eriksson ( Schweden) |
| FC Porto         | Zé Beto – António Lima Pereira , Eurico Gomes, Augusto Inácio (46. Rodolfo Reis), João Pinto, Jaime Pacheco (46. Mickey Walsh), António Sousa, António Frasco, Jaime Magalhães – Jacques Pereira, Fernando Gomes Cheftrainer: José Maria Pedroto          |
| Gelbe Karten     | keine – Fernando Gomes |